# سیات اینکا
سئات اینکا (SEAT Inca) خودرویی است که در سال‌های ۱۹۹۶ تا ۲۰۰۳در اسپانیا و آرژانتین تولید شده‌است. طراحی آن موتور جلو و خودرو محور جلو بوده طول آن در حالت طبیعی ۴٬۲۰۷ میلیمتر (۱۶۵٫۶ اینچ) است.